# La vendetta dei tughs
La vendetta dei tughs è un film del 1954 diretto da Gian Paolo Callegari e Ralph Murphy.
È il seguito de I misteri della jungla nera, uscito lo stesso anno.

## Trama
Malesia, metà dell'800. Il cacciatore Tremal-Naik insieme al servitore Kammamuri sono accusati dal Maggiore inglese McPherson di omicidio, e sono condannati nelle loro cave ai lavori forzati. Tremal-Naik riesce però a scappare grazie all'aiuto della bella Solima, e penetra nel tempio sotterranei della setta dei Thugs, i quali lo avevano ingannato facendolo rinchiudere. Nel tempio la sua promessa sposa Ada sta per essere sacrificata, Tremal tenta di salvarla ma è catturato e condannato ad essere divorato dalle bestie feroci. Ma il colonnello Kennedy e Macpherson sono sulle sue tracce con il fido Kammamuri che è riuscito ad avvertirli.

## Produzione
Il film fu girato negli stabilimenti cinematografici della FERT a Torino. Sul set piemontese il produttore Giorgio Venturini fu assalito da una tigre di 14 mesi all'interno della propria gabbia. Gli esterni furono invece girati nel parco naturale di San Rossore, nei pressi di Pisa, e nella pineta del Tombolo, in provincia di Grosseto.

## Accoglienza
Il film incassò al botteghino 142.980.000 lire.

### Critica
(Paolo Gobetti, l'Unità, 19 giugno 1954)
(Vice, Gazzetta del Popolo, 19 giugno 1954)
(Segnalazioni cinematografiche, vol. XXXV, 1954)
(Harrison's Reports, n. 49, 3 dicembre 1955)
(Lorenzo Ventavoli, Pochi, maledetti e subito, Museo Nazionale del Cinema, Torino, 1992)